# Adalbert van Ivrea

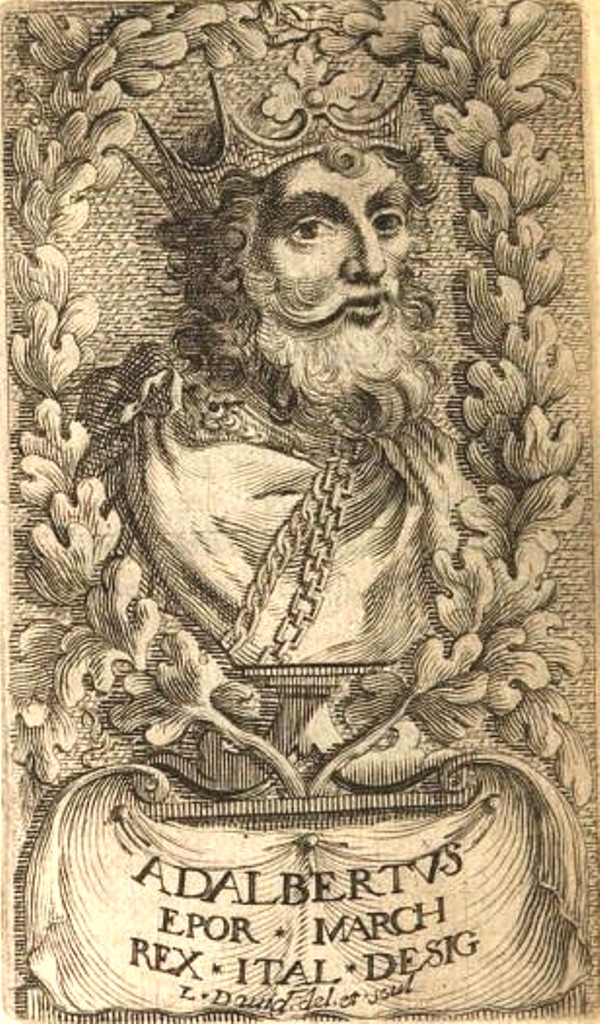
Adalbert volgens Alessandro Zeno

Adalbert van Ivrea (ca. 875 – tussen 17 juli 923 en 8 oktober 924) was een belangrijke edelman in Noord-Italië in het begin van de tiende eeuw.
Adalbert was de zoon van Anscarius van Ivrea en Volsia van Susa. Zijn vader was een belangrijke steunpilaar voor koning Berengarius en Adalbert trouwde vermoedelijk in 899 met Berengarius' dochter Gisela (ca. 880 – 13 juni 910). In 901 volgde Adalbert zijn vader op als markgraaf van Ivrea, waardoor hij verantwoordelijk werd voor de verdediging van de grenzen met Bourgondië en Provence. Ook werd hij graaf van Parma.
In 905 steunde Adalbert de tweede poging van Lodewijk van Provence om koning te worden van Italië, ten koste van zijn schoonvader. Toen Berengarius Lodewijk had verslagen, werd Adalbert verbannen en vestigde zich in Bourgondië. In 920 steunde hij Rudolf II van Bourgondië in zijn poging om koning van Italië te worden. Berengarius wist zijn tegenstanders te verrassen door de hulp van Hongaarse bendes te vragen. Adalbert werd door de Hongaren gevangengenomen. Maar omdat hij zijn kostbaarheden had afgelegd en zich eenvoudig had gekleed, werd hij niet herkend en kon hij zich voor een klein losgeld vrijkopen. Uiteindelijk wisten Adalbert, Rudolf en bisschop Lambert van Milaan, op 29 juli 923 Berengarius te verslaan in de Slag bij Firenzuola. Na de overwinning van Rudolf werd Adalbert in zijn functies hersteld. Adalbert en zijn tweede echtgenote Ermengarde van Lucca († na 932), dochter van Adalbert II de Rijke van Toscane en Bertha van Lotharingen, hoorden bij de belangrijkste raadgevers van koning Rudolf.
Adalbert en Gisela hadden de volgende kinderen:
- Berengarius II, koning van Italië.
- Bertha, abdis van Modena

Adalbert en Ermengarde hadden de volgende kinderen:
- Anscar van Ivrea († 940/941), door koning Hugo de Boze benoemd tot markgraaf van Spoleto maar later op zijn bevel vermoord. Vader van Amadeo, graaf van Mosezzo.
- Adalbert, graaf van Pombia. Vermoedelijk vader van Dado die onder Otto de Grote graaf van Milaan en markgraaf van Ivrea werd.

Ermengarde werd als weduwe een van de machtigste figuren in Italië en zou een zeer losbandig leven hebben geleid.